# George Murnu
George Murnu, iar în aromână, Ioryi al Murnu (n. 1 ianuarie 1868, Veria, Macedonia și Tracia⁠(d), Grecia – d. 17 noiembrie 1957, București, România) a fost un scriitor, traducător și istoric, membru al Academiei Române din 1923..

## Biografie
George Murnu a fost un excepțional traducător al literaturii române și de asemenea un prestigios scriitor aromân modern. S-a născut la 1 ianuarie 1868 într-ο familie de macedoneni în cătunul Brazi, de lângă orașul Veria, în Macedonia, nu departe de râul Bistrița. Tatăl său, Ioan Murnu, studiase la Atena și era profesor de limba elină, latină și franceză, la liceul din Xanthi (azi în Grecia), la gimnaziul din Bitolia, azi în Republica Macedonia, apoi paroh la biserica greco-macedoneană din Budapesta. A crescut însă la Veria, localitate aflată într-un grup de alte așezări aromânești - Marușea, Șelea de Sus, Șelea de Jos, Xirulivad, ce se continuă spre nord-vest, până la actuala graniță a Greciei cu Iugoslavia, cu un alt șir de comune și târguri locuite de aromâni, unele mai noi, altele mai vechi, cum sunt Neaguste, Cândrova, și Grămaticova, Fetița, Paticina, către muntele Caimaccealan. O regiune deschizându-se și coborând înspre miază-noapte și răsărit prin câmpia Sărunei (Salonic), iar înspre vest și sud-vest urcând mereu prin culmile munților Veriei mai întâi și apoi prin acele faimoase și semețe ale Olimpului, lăcașul mirific al zeilor anticei Elade. Locuri de basm ca frumusețe naturală și ca poveste mitologică, pe care viitorul traducător al lui Homer a fost parcă predestinat să le cunoască încă din copilărie.
Genial traducător al lui Homer, apoi și al altor mari scriitori elini vechi precum Pindar, Sofocle, Euripide, Murnu a studiat la Veria, la Bitolia, Budapesta, București, München.
George Murnu a fost frate mai mare al artistului plastic Ary Murnu (1881-1971).
Numele lui George Murnu a devenit foarte familiar în țară odată cu magistrala sa traducere, în limba română, a epopeilor homerice Iliada și Odiseea. Această strălucită realizare a sa, care a însemnat un eveniment epocal în cultura noastră, „constituie un moment fundamental în evoluția limbii literare” (corespunzător Iliadei lui Nicolai Gnedič în literatura rusă). Marele poem clasic era în sfârșit împământenit și putea exercita o înrâurire nemijlocită asupra conștiinței estetice. Iliada și Odiseea în interpretarea Murnu sunt niște capodopere superioare în versiunea Annibale Caro, Iliadei lui Vincenzo Monti, Iliadei și Odiseei lui Johann Heinrich Voss. Puține literaturi se „bucură de traduceri mai norocoase”.
George Murnu a încetat din viață la 17 noiembrie 1957, în București, în pragul patriarhalei vârste de 90 ani.

## Opera
Istorie
- Traducerea Iliadei (1912, traducere în metru original (hexametri)) și a Odiseei (1924, traducere în endecasilabi iambici) în limba română, în metru original:
  - Homer, Iliada, În romînește de G. Murnu, Studiu introductiv și comentarii de D.M. Pippidi, Editura de Stat pentru Literatură și Artă, București, 1955.[7]
  - Homer, Odiseea, În romînește de G. Murnu, Studiu introductiv și comentarii de D.M. Pippidi, Editura de Stat pentru Literatură și Artă, București, 1955.[8]
  - Homer, Iliada, cânturile I-XII, Budapesta, 1906; Iliada, cânturile XIII-XXIV, București, 1912; Scrieri și documente grecești, privitoare la istoria românilor din anii 1592-1837, culese și publicate în tomul XIII din Documentele Hurmuzaki (1909) de A. Papadopoulos Kerameus, traduse de - și C. Litzica, București, 1914; Iliada, text integral, București, 1916 (alte ediții revăzute tacit: 1920; 1923; 1928; 1938; 1943; 1948; 1955; 1959; 1965; 1967, ediție definitivă cu modificări „introduse în ultimii ani ai vieții sale”, prefață și note de Dionisie Pippidi, 1967; prefață de Adelina Piatkowski, note și glosar de Dionisie Pippidi, 1973; prefață, note și glosar de Liviu Franga, 1985; 1995); Isocrate și Xenofon, în volumul Din comoara de înțelepciune antică, București, 1923; Odiseea, București, 1924 (alte ediții revăzute tacit: 1940; 1956; 1959; 1966; ediție definitivă cu modificări „introduse în ultimii ani ai vieții sale”, prefață și note de Dionisie Pippidi, 1971); Poeme străine, București, 1928 (ediția II, Poeme străine antice și moderne, 1943);
- Sofocle, Electra, București, 1910; Oedip rege, București, 1943;
- Eschil, Orestia, București, 1942.
- Vlahia Mare (aromânii în Evul Mediu),
- Noi săpături în cetatea Trapaeum,
- Monumente antice din Roma,
- Arheologie clasică,
- Atena și ruinele ei,
- Aromânii în primejdie,
- Pentru românii din Peninsula Balcanică.

Artă și poezie
- 1898 - Gânduri și vise,
- 1925 - Alme Sol,
- 1934 - Altare,
- 1934 - Ritmuri pentru tine.
- 1940 - Tropare,

Poeme în grai aromân
- 1931 - Ritmuri macedonene,
- Salbă de cântec aromânesc,
- Chita și Bură.

## Afilieri
A fost profesor titular al catedrei de Arheologie a Universității din București, membru al Academiei Române; a făcut numeroase călătorii de studii prin țară (în Dobrogea mai ales), dar și peste hotare, la Roma, la Atena, în legătură cu preocupările sale științifice de specialitate, drumuri din care au răsărit lucrări de arheologie și istorie veche românească, o întreagă bibliotecă.